# Iwasaki Yatarō
Iwasaki Yatarō (岩崎 弥太郎  9 tháng 1 năm 1835 – 7 tháng 2 năm 1885) là một nhà tài phiệt và là ông trùm vận tải của Nhật Bản, người sáng lập nên tập đoàn Mitsubishi.
Iwasaki được sinh ra trong một gia đình thuần nông ở Aiki thuộc tỉnh Tosa (nay là tỉnh Kōchi), là cháu chắt của một võ sĩ đạo, người phải bán tư cách võ sĩ của mình để trang trải nợ nần. Iwasaki bắt đầu sự nghiệp của mình với vai trò cố vấn cho gia tộc Tosa, một gia tộc mạnh, có nhiều đặc quyền ở Nhật Bản đương thời.
Sau cuộc Minh Trị Duy Tân năm 1868, chính phủ Thiên Hoàng đã ra lệnh xóa bỏ đặc quyền của tầng lớp Tướng Quân, Iwasaki sau đó làm một chuyến du lịch tới Osaka và tại đây, ông đã thuê lại thương quyền của tộc Tosa (Công ty thương mại Tsukumo) và đổi tên nó thành Mitsibishi năm 1873.
Iwasaki là chủ tịch của công ty Tsukumo- sau này là Mitsubishi từ năm 1870, tên Mitsubishi là đọc trại từ Mitsuhishi nghĩa là "3 lá cây dẻ", lấy ý tưởng từ sự kết hợp gia huy của gia tộc Tosa và gia tộc Iwasaki.
Giai đoạn giữa những năm 70 của thế kỷ 19 là giai đoạn phát triển thần tốc của Mitsubishi khi công ty được chính phủ đế quốc Nhật Bản thuê chuyên chở binh lính đến những vùng chiến sự, có thể nói thời kỳ này sự trỗi dậy của đế quốc Nhật song hành cùng sự phát triển của Mitsubishi.
Bên cạnh ngành vận tải, ông còn đầu tư vào khai mỏ, đóng tàu và tài chính. Năm 1884, ông thuê lại nhà máy đóng tàu Nagasaki Shipyard, điều này cho phép ông có thể đóng tàu trên quy mô lớn với chất lượng cao, sau đó không lâu, ông đổi tên nhà máy thành Nagasaki Shipyard & Machinery Works.
Ông qua đời năm 1885, ở tuổi 50 vì ung thư dạ dày.